# Ленивцев, Виктор Николаевич
Виктор Николаевич Ленивцев (род. 16 апреля 1952, Магнитогорск, Челябинская область) — аким города Костанай (2000—2004).

## Биография
Родился 16 апреля 1952 года в Магнитогорске Челябинской области.
В 1973—1996 годах — ученик шлифовщика, шлифовщик, заместитель начальника цеха, начальник отдела материально-технического снабжения, председатель профкома, заместитель директора, главный инженер, вице-президент КРМЗ. В 1991 году окончил Костанайский сельскохозяйственный институт с квалификацией «инженер-механик».
В 1996—1997 годах — президент АО «Агрореммаш»
В 1997—2000 годах — первый заместитель акима города Костанай.
В 2000—2004 годах — Аким города Костаная Костанайской области
В 2004—2005 годах — Директор департамента коммунального имущества и гос. закупок Костанайской области
В 2005—2009 годах — Директор Уральского агрегатно-механического завода, Еманжелинск
В 2009—2014 годах — Директор ООО «Коркинский экскаваторо-вагоноремонтный завод» филиал «Копейский ремонтно-механический завод»

## Награды
- Медаль «За трудовую доблесть»
- Орден Курмет (2001)
- Орден Святого благоверного князя Даниила Московского II степени